# Lusotitan
Lusotitan là tên của một chi Sauropoda thuộc họ Brachiosaurid. Nó sống trong thời kì Tithonian thuộc Jura muộn ở châu Âu.
Lusotitan được biết nhờ vào xương lưng (xương sống), và những phần của hông và chi. Dựa vào những thứ náy các nhà khoa học cho rằng loài khủng long này dài 25m (82 feet). Loài điển hình của chi Lusotitan là Lusotitan alataiensis. Trước đây, Lusotitan có tên gọi là Brachiosaurus alataiensis, mô tả bởi de Lapparent và Zbyszewski năm 1957 được quy vào chi mới năm 2003.